# Сан-Фелис-ду-Кориби
Сан-Фелис-ду-Кориби (порт. São Félix do Coribe) — муниципалитет в Бразилии, входит в штат Баия. Составная часть мезорегиона Крайний запад штата Баия. Входит в экономико-статистический  микрорегион Санта-Мария-да-Витория. Население составляет 11 643 человека на 2006 год. Занимает площадь 846,123 км². Плотность населения — 13,8 чел./км².

## История
Город основан 13 мая 1989 года.

## Статистика
- Валовой внутренний продукт на 2003 год составляет 37 876 742,00 реалов (данные: Бразильский институт географии и статистики).
- Валовой внутренний продукт на душу населения на 2003 год составляет 3238,44 реалов (данные: Бразильский институт географии и статистики).
- Индекс развития человеческого потенциала на 2000 год составляет 0,683 (данные: Программа развития ООН).